# Criovolcán

Modelo llamado "géiser frío". El agua se escapa por unas bolsas a una temperatura próxima del punto de fusión (273 K) situada en profundidad, para sublimarse en la superficie del satélite. La radiactividad del núcleo así como la acción de las fuerzas de marea contribuyen manteniendo estas bolsas en la temperatura.

Un criovolcán es un volcán extraterrestre de hielo y agua. A pesar de las bajas temperaturas y los materiales que componen y expulsan los criovolcanes, su estructura básica es prácticamente idéntica a los volcanes de roca derretida como los de la Tierra. Esto evidencia que los volcanes no se forman necesariamente por altas temperaturas, sino por diferencias considerables de temperaturas; en este caso, la baja temperatura del hielo con la poco más altas temperaturas del agua (poco más de 0 °C). En ellos, el agua líquida juega el papel del magma o la lava, mientras el hielo juega el papel de la roca.
Los criovolcanes se forman en las lunas heladas de los planetas  gigantes gaseosos y glaciales y probablemente en otros objetos astronómicos con temperaturas muy bajas, como los del cinturón de Kuiper y/o el enano planetario Ceres. Son posibles gracias al diverso rango de temperaturas del espacio, en este caso, las bajas temperaturas de los satélites de lejanos planetas gaseosos.
En lugar de lava, estos volcanes expulsan elementos volátiles como el agua, amoníaco o metano. Estas sustancias generalmente líquidas se llaman criomagma, aunque pueden ser también en forma de vapor. Después de la erupción, el criomagma se congela en forma sólida a causa de las bajas temperaturas del espacio. Esto es análogo, en la tierra, a la solidificación de la lava.
La energía necesaria para fundir el hielo y producir el criovolcanismo proviene de las fuerzas de marea gravitatoria entre los cuerpos; similar a las fuerzas lunares que influyen las mareas terrestres. Estas fuerzas generan suficiente fricción en el hielo como para generar el calor necesario para derretirlo. Es posible que los materiales expulsados en un criovolcán provoquen un ligero efecto invernadero que acumularía el calor necesario para más actividad criovolcánica. En los objetos del cinturón de Kuiper, como Quaoar, la fuente de energía podría ser además la radiactividad natural.

## Observaciones

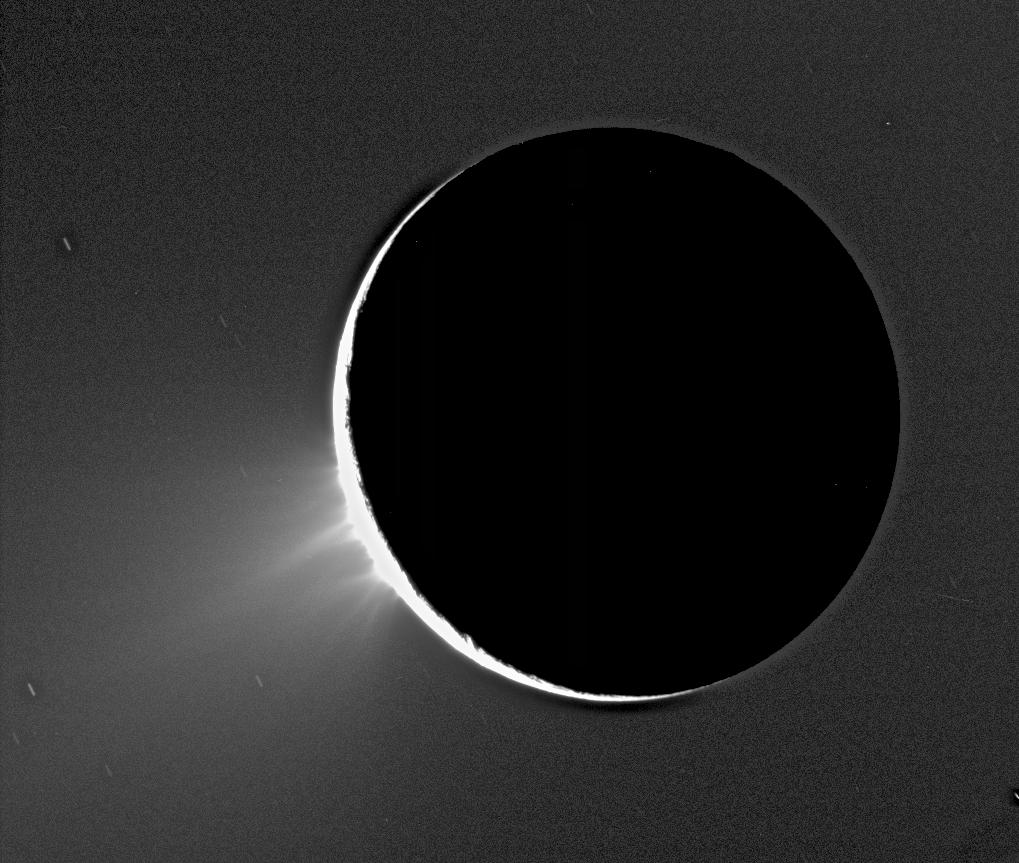
Chorros de materia por encima del polo Sur de Encélado.

Los primeros criovolcanes descubiertos fueron los del satélite Triton de Neptuno,  durante el paso del Voyager 2 en 1989. 
La sonda Cassini-Huygens encontró criovolcanes de metano en Titán, y este vulcanismo sigue considerándose como la fuente principal del gas en su atmósfera. Algunos científicos piensan que estos criovolcanes podrían albergar vida extraterrestre, del mismo modo que los respiraderos hidrotermales que albergan todo un ecosistema en el seno del desierto biológico de las fosas marinas.
Dos pruebas indirectas de criovolcanismo se han observado en otros satélites helados incluyendo Europa, Ganímedes, Miranda y Titania. En 2005 la sonda espacial automática Cassini fotografió géiseres helados en el polo sur de Encélado.
Los análisis de las imágenes de la sonda New Horizons de la NASA concluyen que el planeta enano Plutón tiene una región de su superficie dominada por criovolcanes.